# Danmarks damlandslag i volleyboll
Danmarks damlandslag i volleyboll representerar Danmark i volleyboll på damsidan. Laget deltog i EM 1963, där de slutade där på 13:e och sista plats. Det deltog även i EM 1971, där det slutade på 16:e plats.

### Fotnoter
1. ↑  ”Volleybox ID”. https://volleybox.net/wd-t796. Läst 6 mars 2025.
2. ↑  ”1963 Senior European Championships” (på engelska). Confédération Européenne de Volleyball. https://www-old.cev.eu/Competition-Area/competition.aspx?ID=298&PID=621. Läst 27 februari 2023.
3. 1 2 3 4 5 6 7 8 9 10 11 12 13 14 15 16 17 18 19  ”Resultater Nordisk Mesterskap kvinner” (på norska). Norges Volleyballforbund. https://archive.is/20120525164206/http://www.volleyball.no/Volleyball/Sider/NVBF0311ResultaterNordiskMesterskapkvinner.aspx#selection-1479.12-1479.38. Läst 21 mars 2023.
4. ↑  ”1971 Senior European Championships” (på engelska). Confédération Européenne de Volleyball. https://www-old.cev.eu/Competition-Area/competition.aspx?ID=300&PID=623. Läst 26 februari 2023.
5. ↑  ”Scandinavian Coaches – Sven-Erik Lauridsen 🎤”. 9 mars 2022. https://bipsweden.se/2022/03/09/scandinavian-coaches-smolf/. Läst 8 april 2024.
6. 1 2  ”Volleybox ID”. https://volleybox.net/wd-p55394. Läst 6 mars 2025.
7. ↑  ”Volleybox ID”. https://volleybox.net/wd-p74983. Läst 6 mars 2025.